# Automobiles Impéria

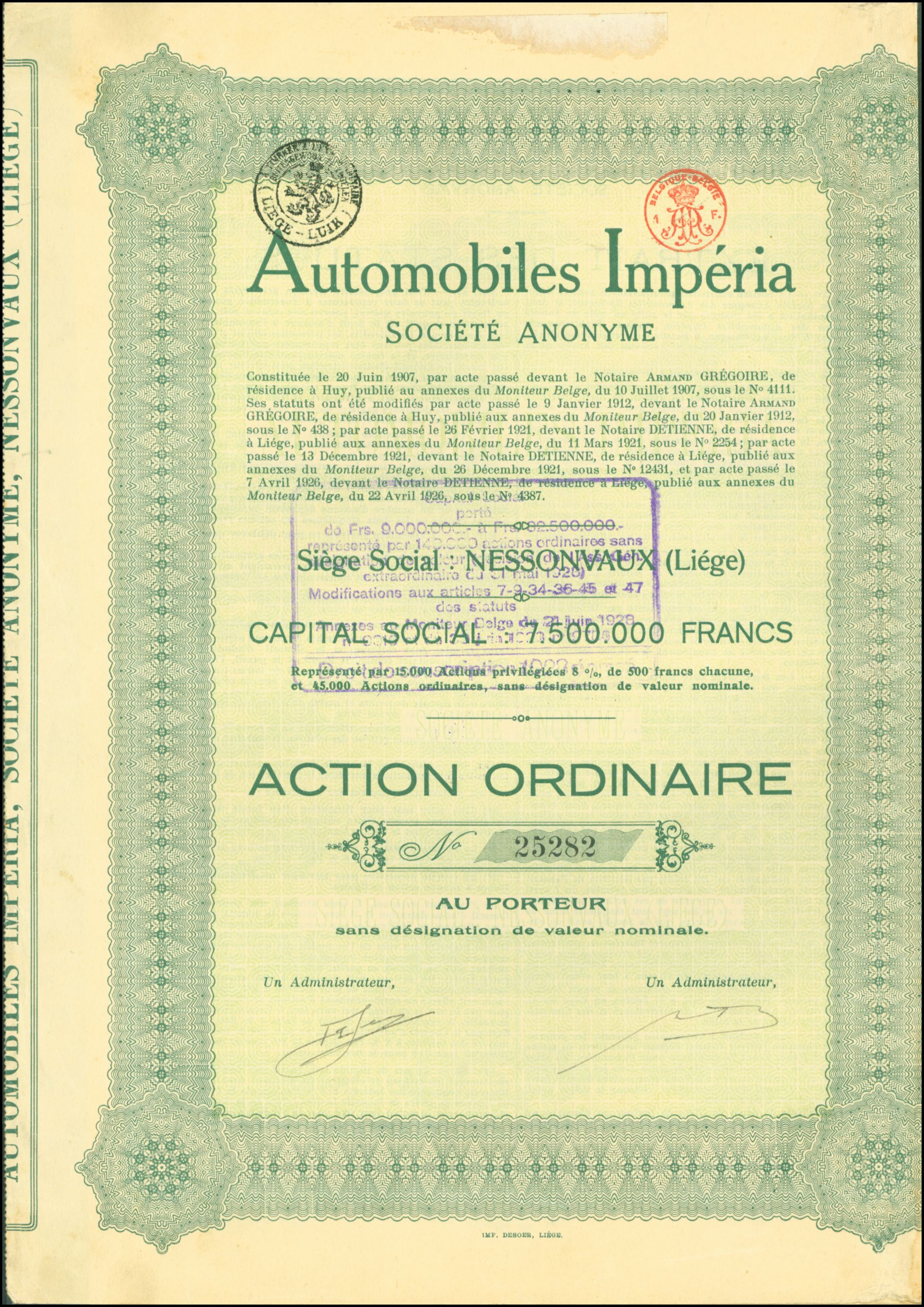
Una acción de Automobiles Impéria.

Automobiles Impéria fue un fabricante belga de automóviles, activo entre 1904 y 1958. Su fábrica estaba ubicada en Nessonvaux, Lieja, y tenía una pista de pruebas sobre el tejado desde 1928. La empresa estaba especializada en la fabricación de automóviles de lujo y de carreras.

## Historia
Impéria fue fundada en 1904 por Adrien Piedbœuf, quien era dueño de un taller de fabricación de motocicletas y luego de automóviles ubicado en Lieja, en la calle de Fragnée.
La fábrica de Nessonvaux comenzó a producir coches Abadal bajo licencia como Impéria-Abadal aproximadamente en 1916.
En 1925, la empresa contrató a Louis de Monge como ingeniero jefe de investigación. Entre algunos de sus trabajos se incluyen una suspensión con barra de torsión y transmisiones automáticas. De Monge abandonó Impéria en 1937 para unirse a Bugatti, donde diseñaría el avión de carreras Bugatti 100P.
Alrededor y encima de los edificios de la fábrica había una pista de pruebas de 800 m de largo. La pista fue construida en 1928. Las únicas otras pistas de pruebas en tejados estaban en la fábrica Lingotto de Fiat, inaugurada en 1923, y en el Palacio Chrysler en Buenos Aires, inaugurado en 1928.
En el transcurso de cuatro años, Impéria adquirió otros tres fabricantes belgas: Métallurgique (1927), Excelsior (1929) y Nagant (1931). A partir de 1934, la empresa fabricó principalmente Adlers de tracción delantera con carrocerías de fabricación belga. La empresa se fusionó con Minerva en 1934, pero se separaron en 1939. A finales de los años 1930, Impéria contaba con 700 trabajadores y producía 11 automóviles al día.
Entre 1947 y 1949 Impéria fabricó su último modelo, el TA-8, que combinaba un chasis tipo Adler Trumpf Junior con un motor Hotchkiss originalmente destinado al Amilcar Compound.
Después de 1948, Impéria montó los Standard Vanguard bajo licencia y también construyó una versión descapotable única. En agosto de 1958, por falta de competitividad en el mercado mundial, la fábrica cerró sus puertas.

## Intento de relanzamiento

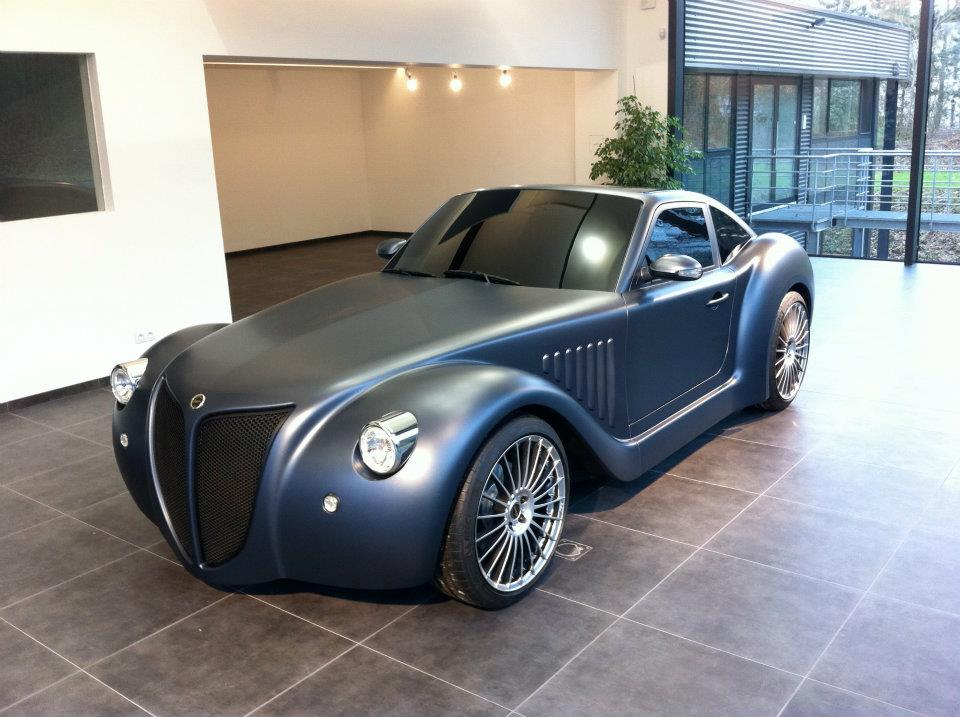
Impéria GP.

En 2008, una nueva empresa con sede en Sart Tilman tomó el nombre de Impéria y anunció el lanzamiento del Impéria GP, un roadster híbrido (con tecnología PowerHybrid). El diseño del vehículo fue realizado íntegramente en Bélgica por el diseñador belga Denis Stevens, que se encargó de diseñar el exterior y el interior del coche. La comercialización debía comenzar en 2013 antes de ser pospuesta hasta finales de 2015. En enero de 2016, Green Propulsion fue adquirida por nuevos inversores tras ser declarada en quiebra y, en abril de 2016, Impéria Automobiles fue a su vez declarada en quiebra también.